# Appelse Feesten
De Appelse Feesten zijn een evenement dat sinds 1947 jaarlijks georganiseerd wordt in Appels door de Koninklijke Katholieke Muziekmaatschappij Sint-Cecilia. Oorspronkelijk heette het de Palingfeesten of Palingkermis.

## Ontstaan
Hooger Op, toen een van de vijf Appelse muziekmaatschappijen, organiseerde in 1947 een Breugelfeest. De bedoeling was om paling te serveren, maar toen de turfput die werd leeggetrokken om de paling te kunnen vangen geen enkele paling bleek te bevatten, dreigde het plan in het water te vallen. In allerijl werd de hulp van een lokale visboer ingeroepen en de Palingfeesten, alias Palingkermis, waren geboren. De eerste edities werden gehouden in de hovingen van Maurits Van Ransbeeck op de Sint-Onolfsdijk. De festiviteiten omvatten onder meer roeiwedstrijden op de Schelde, een cross door het Broek, kaartingen en gezelschapsspelen. Er werd ook een reuzin gebouwd die de naam Miss Paling kreeg. Later verhuisde het evenement naar het domein van de Gebroeders Eeckhout in de Bijlokestraat, ter hoogte van de huidige Vlotgras, waar het niet enkel volk trok uit Appels, maar ook uit de nabijgelegen Dendermondse volkswijk de Donckstraat. Op het programma stonden toen onder andere viswedstrijden, autorally, volksdansen en ballonetjeswedstrijden.
In 1961 ging Hooger Op failliet en werd door de muzikanten een doorstart gemaakt onder de naam Sint-Cecilia.

## Appelse Feesten
In 1969 kregen de Palingfeesten een nieuwe naam, namelijk de Appelse Feesten. De festiviteiten verhuisden dat jaar naar de Hoogte en verwelkomden voortaan grote muzikale gasten zoals Ronny Temmer (1969); Marc Dex en Juul Kabas (1970); Marva en Louis Neefs (1971); Rocco Granata , Vivi, The Strangers en Samantha (1973); Cindy, Luc Appermont, Vivi en Freddy Breck (1974); Vader Abraham, Mieke en Ben Cremer (1976); Micha Mara en Betrice Reading (1977); Rob De Nijs, Corrie en Ann Christie (1979). In 1982 trad Benny Neyman op tijdens de Appelse Feesten die toen in de nieuwe sporthal georganiseerd werden.
Vanaf 1987 werd de plaats van afspraak zaal Half-af, het lokaal van de Sint-Cecilia.

## Einde van de paling
In 2020 kwam door de maatregelen aangaande de coronapandemie een einde aan het traditionele eetgedeelte waarbij paling en mosselen geserveerd werden. Aangezien de Appelse Feesten dat jaar niet mochten doorgaan, werd door KKM Sint-Cecilia een afhaal-barbecue georganiseerd. Ook de volgende jaren, toen de Feesten wel mochten doorgaan, werd er voortaan barbecue aangeboden in plaats van de traditionele paling en mosselen.

## Bron
- Stroobants, A. (2009), Al feestend het jaar door!